# Chileutomia neozelanica
Chileutomia neozelanica är en snäckart som beskrevs av Powell 1940. Chileutomia neozelanica ingår i släktet Chileutomia och familjen Eulimidae. Inga underarter finns listade i Catalogue of Life.